# Henrik Larsson
Edward Henrik "Henke" Larsson, född 20 september 1971 i Helsingborg, är en svensk före detta professionell fotbollsspelare (anfallare), senare även verksam som fotbollstränare.
Larsson slog igenom i Helsingborgs IF och debuterade i det svenska landslaget den 13 oktober 1993 i en match mot Finland i kvalet till VM 1994, då han också gjorde sitt första landslagsmål. Totalt spelade han 106 landskamper och gjorde 37 mål för Sverige mellan åren 1993 och 2009. Förutom ligatitlar med Celtic, Barcelona och Manchester United samt en Champions League-titel med Barcelona har Larsson vunnit flera individuella utmärkelser, som till exempel Guldskon som bästa målgörare i Europa och Guldbollen som bästa svenska fotbollsspelare (två gånger).
Henrik Larsson påbörjade sin tränarkarriär i Landskrona BoIS, och har efter det bland annat tränat Helsingborgs IF.

## Biografi

### Bakgrund
Henrik Larssons mor är svenska och hans far Francisco Rocha kommer från Boavista, en av Kap Verde-öarna utanför Västafrikas kust. Larsson växte upp på Närlunda i Helsingborg. Hans mor arbetade i fabrik och hans far var sjöman. Larsson växte upp som mellanbarn av tre bröder, varav den yngste är avliden.

### Fotboll
Larsson blev 2005 framröstad som den bäste svenske fotbollsspelaren av samtliga Guldbollen-vinnare genom tiderna.
Larsson är den spelare som har gjort flest mål genom tiderna i Uefacupen, och han är den åttonde bästa målskytten genom tiderna i samtliga Uefas cupturneringar. 2001 vann han Guldskon, utmärkelsen som går till säsongens främste målskytt i de europeiska ligorna.
Efter sin sista match i spanska La Liga för FC Barcelona belönades Larsson den 10 maj 2006 för sina insatser inom fotbollen av den brittiska drottningen Elizabeth II, då han blev riddare (MBE) av Brittiska imperieorden. Han hade nominerats till utmärkelsen av Celtics supportrar. Samma år blev han tillsammans med dansken Brian Laudrup de första utlänningarna som invaldes i Scottish Football Hall of Fame. I januari 2007 förlänades han H.M. Konungens medalj av 8:e storleken i högblått band.

#### Klubblagskarriär

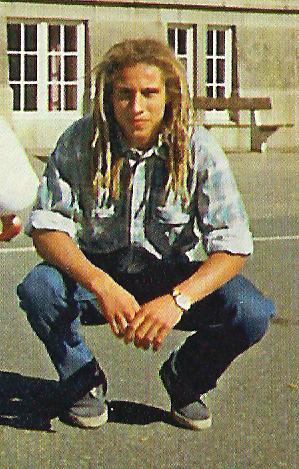
Henrik Larsson på skolgården till Magnus Stenbocksskolan i Helsingborg den 8 juni 1993.

Larsson debuterade i a-laget i Högaborgs BK som 17-åring 1989. Han som mestadels spelat som yttermittfältare i Högaborg, hade säsongen 1991 gjort 15 mål på 22 matcher och imponerat stort. Under tiden i Högaborg hade han jobbat som fritidsledare vid sidan av fotbollen och det var en tillvaro han trivdes med. Hans framfart uppmärksammades, bland annat i form av provträningar hos Benfica och Monaco, men det dröjde till att Larsson fyllt 20 år innan den lokala storklubben Helsingborgs IF fick honom till en högre nivå. Larsson gjorde mål direkt i sin debut för Helsingborgs IF i seriepremiären mot IF Leikin.Larsson stod för 15 mål på 14 matcher i division 1 under våren, sedan 17 mål på 13 matcher i den södra Höstettan. 1992 köpte Helsingborgs IF dessutom skyttekungen Mats Magnusson från Benfica, och det nya radarparet hjälpte Helsingborgs IF upp tillbaka till Allsvenskan.
Larsson stod för 16 mål i Allsvenskan innan den nederländska klubben Feyenoord köpte svensken i november 1993 för cirka 3,8 miljoner svenska kronor. Larsson var med och vann två finaler i KNVB Cup 1994 och 1995, och spelade 101 matcher och gjorde 26 mål för klubben. Men Larsson ville lämna när Arie Haan blev tränare för klubben. Haan klargjorde tidigt att han inte ville satsa på Larsson, som fick spela på olika positioner i laget. Till slut fick Larsson nog. En klausul i kontraktet öppnade vägen för ett klubbyte, men Feyenoord vägrade släppa honom och resultatet blev en tärande kontraktstvist. Henrik Larsson upplevde sin i särklass tyngsta tid i karriären, vilket framkom i hans självbiografi "A season in paradise".
Den 25 juli 1997 blev Larsson klar för Celtic, för £650.000 pund, där han hade sju framgångsrika säsonger och blev en stor favorit hos supportrarna. Celtic stoppade ärkerivalen Rangers svit på nio raka ligatitlar och Larsson producerade klart godkända 16 mål på 35 matcher. Mer än godkänt blev hans facit säsongen därpå. Med 29 mål på 35 matcher visade Larsson, som detta år 1998 tilldelades Guldbollen, att han kunde axla skyttekungens mantel samtidigt som han jobbade hårt för laget. Han vann också sin första av totalt fyra skytteligasegrar i Skottland. Säsongen 1999/2000 spelade Larsson bara åtta ligamatcher. Den 21 oktober 1999 i en Uefacupmatch mot Lyon bröt han vänsterbenet på två ställen. Den 21 maj 2000 blev hans återkomst till Celtic i ligamatchen mot Dundee United. 
Säsongen 2000/2001 var Larsson tillbaka ännu starkare när han gjorde 53 mål på 50 matcher.  Skörden räckte för att vinna den åtråvärda Guldskon, priset till Europas bäste målskytt. Larsson gjorde även Celtics båda mål i Uefacupens final den 21 maj 2003, som Celtic förlorade mot FC Porto.
Under tiden i Celtic gjorde han 242 mål på 315 spelade matcher. Larsson vann fyra ligaguld med Celtic, och lika många cupvinster. I Larssons sista match med Celtic blev han tvåmålsskytt på Hampden Park den 22 maj 2004 när de vann mot Dunfermline i den skotska cupfinalen.
Den 30 juni 2004 blev det officiellt att Larsson skrivit på ett tvåårskontrakt för Barcelona.I Barcelona gjorde han 22 mål på 62 matcher. Larsson var med och vann spanskt ligaguld säsongerna 2004/2005 och 2005/2006, samt Supercopa de España 2006. Larsson vann även Uefa Champions League säsongen 2005/2006, som var hans sista i Barcelona. Larsson blev inbytt i andra halvlek i finalen den 17 maj 2006 mot Arsenal och passade där fram till båda Barcelonas mål i 2–1-segern. Efter VM 2006 återvände han till hemstaden för att representera Helsingborgs IF.
Den 1 december 2006 offentliggjordes att HIF hade kommit överens med den engelska storklubben Manchester United om att låna ut Larsson under perioden 1 januari–12 mars 2007. I sin debutmatch för klubben den 7 januari 2007 mot Aston Villa i FA-cupen, gjorde Larsson 1–0 i 55:e minuten. Det blev även ligamål mot Watford och han gjorde också det enda målet i returmatchen i Uefa Champions League mot franska Lille. Larsson gjorde 3 mål på 13 matcher och bidrog till att klubben blev engelska ligamästare 2007. Sir Alex Ferguson ville förlänga avtalet, men Larsson menade att han hade lovat Helsingborgs IF och sin familj att återvända till Sverige.
Den 5 februari 2009 blev det officiellt att Larsson skulle fortsätta att spela ytterligare en säsong i Helsingborgs IF i Allsvenskan 2009. Larsson spelade sin sista match mot Djurgårdens IF den 28 oktober 2009 som Helsingborg förlorade med 0–2. Efter matchen mot Djurgården hyllades en tårögd Henrik Larsson av publiken på Olympia.
Den 25 oktober 2013 gjorde Larsson comeback i Högaborg och spelade sin sista tävlingsmatch (tillsammans med sonen Jordan Larsson) i kvalmatchen mot IF Haga. Högaborg vann med 2-0 och behöll sin plats i div.2.

#### Landslagskarriär

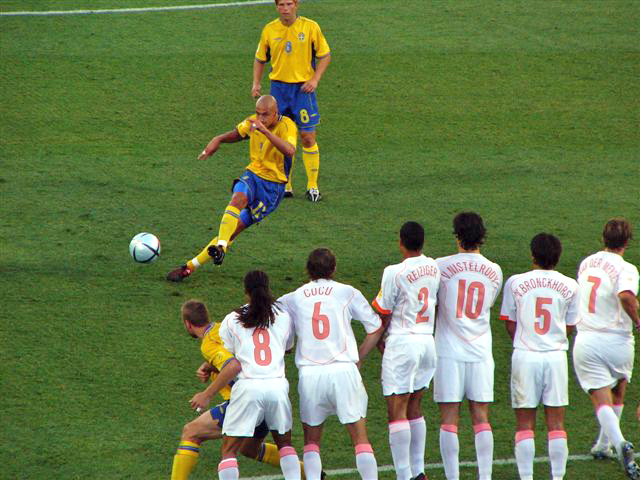
Larsson slår en frispark i kvartsfinalen i EM 2004 mot Nederländerna.

Den 22-åriga Henrik Larsson  landslagsdebuterade den 13 oktober 1993 i VM-kvalmatchen mot Finland på Råsunda. Han startade bredvid Martin Dahlin och gjorde Sveriges andra mål i matchen när Sverige vann med 3-2. Ytterligare tre landskampsmål blev det före VM 1994 där Larsson först gjorde ett inhopp i inledningsmatchen mot Kamerun. Sverige låg under med 1-2 och Larsson ersatte Jesper Blomqvist i andra halvlek. Efter 14 minuter på plan prickade Larsson ribban med ett skott från 30 meter, och Dahlin gjorde mål på returen och kvitterade matchen. Efter ytterligare ett inhopp i slutet av den andra gruppspelsmatchen mot Ryssland, fick Larsson starta mot Brasilien i den tredje gruppspelsmatchen, men ersattes av Blomqvist i andra halvlek. Larsson fick sedan komma in i kvartsfinalen mot Rumänien i förlängningen och slog sin straffspark i mål. I semifinalen blev det ingen speltid, men i bronsmatchen mot Bulgarien startade Larsson och gjorde Sveriges tredje mål när han fintade bort Bulgariens Trifon Ivanov.
Tommy Svensson fortsatte att satsa på Martin Dahlin och Kennet Andersson i de efterföljande kvalen till EM 1996 och VM 1998. Larsson blev förstaval först när Tommy Söderberg och Lars Lagerbäck tog över landslaget, och startade alla 8 kvalmatcher och gjorde 4 mål till EM 2000.
21 oktober 1999 bröt Larsson underbenet men blev frisk till EM-slutspelet 2000 och ersatte Jörgen Pettersson i den inledande matchen mot Belgien. Larsson startade i de återstående matcherna och gjorde Sveriges enda mål mot Italien.
Larsson var i målform, och gjorde 8 mål i kvalet till VM 2002, och bildade anfallspar med Marcus Allbäck i VM-slutspelet 2002. Larsson startade i samtliga Sveriges matcher i VM 2002 och gjorde båda målen i segern mot Nigeria i den andra gruppspelsmatchen. Larsson gjorde även Sveriges mål i åttondelsfinalen mot Senegal. Efter VM-förlusten mot Senegal deklarerade han att det var färdigspelat i landslagssammanhang. Larsson hade förklarat för förbundskaptenerna att han tyckte att själva landskamperna var roliga fortfarande. Men all tid runt omkring hade blivit för lång för tvåbarnspappan. Larsson lät sig övertalas till en återkomst i en viktig EM-kvalmatch mot Ungern den 2 april 2003 när Zlatan Ibrahimovic var avstängd, och flera andra anfallare hade lämnat återbud. Larsson startade med Marcus Allbäck, som gjorde Sveriges båda mål när de vann med 2-1.
Inför EM-slutspelet 2004 startades kampanjer som samlade hundratusentals underskrifter för att få Henrik Larsson att komma tillbaka till landslaget. Den 30 april 2004 kom beskedet att Larsson återvände, och en del av beslutet hade påverkats av sonen Jordan. Den 5 juni 2004 gjorde Henrik Larsson mål i sin återkomst när Sverige vann mot Polen i den sista träningslandskampen inför Europamästerskapet i Portugal.
I EM 2004 gjorde Larsson mästerskapets vackraste mål när Erik Edmans långa, utåtskruvade vänsterinlägg nådde Larssons språngnick mot Bulgarien. Larsson gjorde ytterligare ett mål i öppningsmatchen som slutade 5-0 den 14 juni 2004. Han startade samtliga matcher i mästerskapet och gjorde även ett av målen i matchen mot Danmark, och slog sin straff i mål mot Nederländerna i kvartsfinalen.
I VM-kvalet gjorde Larsson fyra mål, och hjälpte Sverige att ta sig till sitt fjärde raka mästerskap. Han startade i Sveriges samtliga matcher, men VM 2006 i Tyskland blev en besvikelse för honom. Han kom inte med i spelet, och i den sista gruppspelsmatchen mot England kvitterade Larsson, och tog Sverige till åttondelsfinal mot Tyskland. Men det blev förlust mot värdnationen, och Larsson missade en straffspark.
Den 17 juli 2006 gav han åter besked om att han skulle sluta spela i landslaget. Detta hindrade honom dock inte från att senare på nytt tacka ja till en plats i truppen, och den 13 maj 2008 presenterades han som uttagen i landslaget inför EM 2008. Larsson hade vid denna period inte räknat med att spela fotboll på högsta nivå så länge. Den 26 maj 2008 gjorde Henrik Larsson sin andra återkomst i det Svenska landslaget. Han byttes in i den andra halvleken i en vänskapslandskamp mot Slovenien. I EM 2008 blev Larsson historisk när han medverkade i sitt sjätte stora mästerskap. Larsson startade i samtliga matcher tillsammans med Zlatan Ibrahimovic men blev mållös.
Han var även svenska landslagets lagkapten under ett antal matcher och hans sista 37:e mål i landslaget kom i vänskapsmatchen mot Frankrike på Ullevi den 20 augusti 2008.
Larsson blev Sveriges äldsta utespelare i landslaget när han 10 oktober 2009 var med mot Danmark i VM-kvalet; då var han 38 år och 20 dagar. Det blev Larssons sista 106:e landskamp.
Larsson är Sveriges bäste slutspelsmålskytt med fem mål i VM- mästerskap och fyra mål i EM- mästerskap.

#### Tränarkarriär

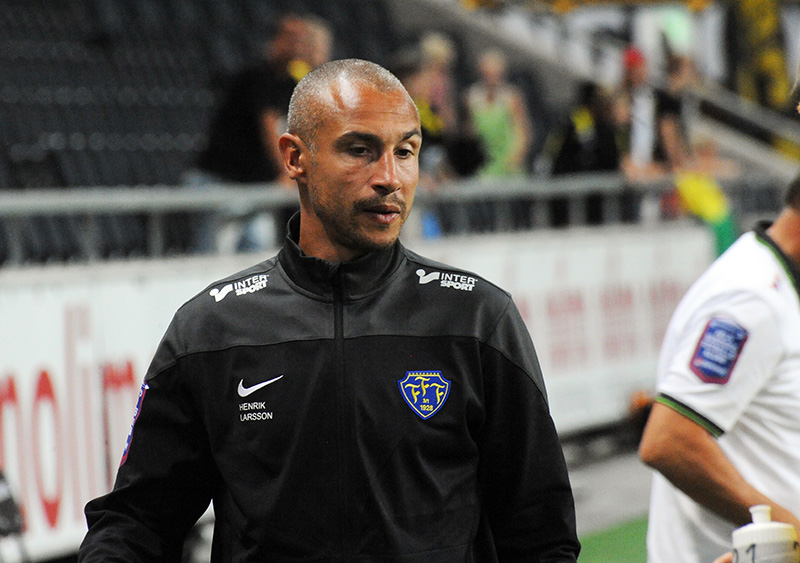
Tränare för Falkenberg 2014.

Larsson blev den 14 december 2009 huvudtränare för Landskrona BoIS. Larssons första match som tränare spelades den 6 februari 2010 mellan Landskrona BoIS och Ängelholms FF. Matchen slutade 0—0. Den 25 september 2012 sade han upp sitt kontrakt med Landskrona BoIS.
Den 22 mars 2013 blev Larsson klar som assisterande tränare för sin moderklubb Högaborgs BK. 4 december 2013 offentliggjordes att han var ny tränare för det då färska allsvenska laget Falkenbergs FF. Under Larssons ledning klarade laget sig kvar för ännu en säsong i Allsvenskan. I november 2014 lämnade Larsson Falkenberg och tillträdde som tränare för sin gamla klubb Helsingborg.Sejouren där blev tvåårig, för den 23 november 2016 meddelade Henrik Larsson att han lämnade sitt tränarjobb, mycket på grund av att klubben degraderades till Superettan. Han avstod från att ta ut lön för det återstående kontraktsåret.
16 juni 2019 återkom Larsson och ersatte Per-Ola Ljung som huvudtränare i Helsingborgs IF efter att sistnämnde fått sparken. Dock valde Larsson att hoppa av efter åtta matcher. Anledningen var, enligt klubben, den mängd verbala påhopp som Larsson fått utstå. Detta skulle ha gjort tränarens situation ohållbar.
Den 21 augusti 2020 blev Larsson klar som assisterande tränare i FC Barcelona tillsammans med Alfred Schreuder efter att Ronald Koeman dagen innan tagit över som huvudtränare i klubben.Larsson jobbade då främst med anfallarna. 1 november 2021 fick Koeman sparken, och Larsson meddelade att även han lämnade den spanska klubben.

### Innebandy
I november 2008 anslöt sig Larsson något överraskande till innebandyklubben FC Helsingborgs trupp, dock utan att ha skrivit på något kontrakt. Han debuterade i Svenska Superligan mot Jönköpings IK 23 november 2008. Säsongen 1989/1990 noterades han för sju matcher i SM-serien och gjorde då sex mål. Även då var det i FC Helsingborg som då gick under namnet Viskan HBK. Dessutom har han spelat innebandy för Ramlösa.

#### Matcher i SM-serien 1989/1990
- 14 oktober 1989: Olofströms IBK (borta) – Mållös
- 21 oktober 1989: Warbergs IC (hemma) – 1 mål
- 29 oktober 1989: Jönköpings IK (hemma) – 1 mål
- 18 november 1989: Hovshaga AIF (hemma) – 1 mål
- 26 november 1989: Lugi (borta) – Mållös
- 9 december 1989: Lugi (hemma) – 2 mål
- 16 december 1989: Hovshaga AIF (borta) – 1 mål[50]

#### 2008/2009
Säsongen 2008/2009 spelade han nio matcher och gjorde ett mål och fyra assist.
Henrik Larsson användes på plan för att stressa motståndarna och fanns med i FC Helsingborgs A-trupp i närmare tre månader. Intresset att följa hans framfart var stort i hela Sverige. Av facktidningen Innebandymagazinet kvitterade han ut snittbetyget 2,4 under sina nio matcher i innebandyns superliga. I de flesta matcher handlade det om inhopp för Henrik Larsson och vid två matcher spelade han från början.

### Familj
Henrik Larsson är far till Jordan Larsson, som också är fotbollsspelare, och till Janelle Larsson, som föddes 2002 och har tävlat framgångsrikt inom hästhoppning på juniornivå, bland annat i juniorlandslaget.

## Spelar- och tränarstatistik

### Klubb
| Klubb                | Säsong         | Liga                       | Liga    | Liga | Nationell cup | Nationell cup | Ligacup | Ligacup | Europaspel | Europaspel | Totalt  | Totalt |
| Klubb                | Säsong         | Division                   | Matcher | Mål  | Matcher       | Mål           | Matcher | Mål     | Matcher    | Mål        | Matcher | Mål    |
| -------------------- | -------------- | -------------------------- | ------- | ---- | ------------- | ------------- | ------- | ------- | ---------- | ---------- | ------- | ------ |
| Högaborgs BK         | 1989           | Division 3 södra Götaland  | 21      | 1    | -             | -             | -       | -       | -          | -          | 21      | 1      |
| Högaborgs BK         | 1990           | Division 3 södra Götaland  | 21      | 7    | -             | -             | -       | -       | -          | -          | 21      | 7      |
| Högaborgs BK         | 1991           | Division 3 södra Götaland  | 22      | 15   | -             | -             | -       | -       | -          | -          | 22      | 15     |
| Högaborgs BK         | Totalt         | Totalt                     | 64      | 23   | -             | -             | -       | -       | -          | -          | 65      | 23     |
| Helsingborgs IF      | 1992           | Division 1 Södra           | 31      | 34   | -             | -             | -       | -       | -          | -          | 31      | 34     |
| Helsingborgs IF      | 1993           | Allsvenskan                | 25      | 16   | 5             | 1             | -       | -       | -          | -          | 30      | 17     |
| Helsingborgs IF      | Totalt         | Totalt                     | 56      | 50   | 5             | 1             | -       | -       | -          | -          | 61      | 51     |
| Feyenoord            | 1993-94        | Eredivisie                 | 15      | 1    | 12            | 5             | -       | -       | -          | -          | 27      | 6      |
| Feyenoord            | 1994-95        | Eredivisie                 | 23      | 8    | 9             | 1             | -       | -       | 6          | 7          | 38      | 16     |
| Feyenoord            | 1995-96        | Eredivisie                 | 32      | 10   | 4             | 1             | -       | -       | 7          | 1          | 43      | 12     |
| Feyenoord            | 1996-97        | Eredivisie                 | 31      | 7    | 4             | 0             | -       | -       | 6          | 1          | 41      | 8      |
| Feyenoord            | Totalt         | Totalt                     | 101     | 26   | 29            | 7             | -       | -       | 19         | 9          | 149     | 42     |
| Celtic FC            | 1997-98        | Skotska Premier League     | 35      | 16   | 4             | 0             | 5       | 3       | 2          | 0          | 46      | 19     |
| Celtic FC            | 1998-99        | Skotska Premier League     | 35      | 29   | 5             | 5             | 0       | 0       | 8          | 4          | 48      | 38     |
| Celtic FC            | 1999-00        | Skotska Premier League     | 9       | 7    | 0             | 0             | 0       | 0       | 4          | 5          | 13      | 12     |
| Celtic FC            | 2000-01        | Skotska Premier League     | 37      | 35   | 6             | 9             | 2       | 5       | 5          | 4          | 50      | 53     |
| Celtic FC            | 2001-02        | Skotska Premier League     | 33      | 29   | 3             | 2             | 1       | 0       | 10         | 4          | 47      | 35     |
| Celtic FC            | 2002-03        | Skotska Premier League     | 35      | 28   | 2             | 2             | 2       | 2       | 12         | 12         | 51      | 44     |
| Celtic FC            | 2003-04        | Skotska Premier League     | 37      | 30   | 5             | 5             | 1       | 0       | 15         | 6          | 58      | 41     |
| Celtic FC            | Totalt         | Totalt                     | 221     | 174  | 25            | 23            | 11      | 10      | 56         | 35         | 313     | 242    |
| FC Barcelona         | 2004-05        | La Liga                    | 12      | 3    | 1             | 0             | -       | -       | 4          | 1          | 17      | 4      |
| FC Barcelona         | 2005-06        | La Liga                    | 28      | 10   | 4             | 4             | -       | -       | 10         | 1          | 42      | 15     |
| FC Barcelona         | Totalt         | Totalt                     | 40      | 13   | 5             | 4             | -       | -       | 14         | 2          | 59      | 19     |
| Helsingborgs IF      | 2006           | Allsvenskan                | 15      | 8    | 5             | 4             | -       | -       | -          | -          | 20      | 12     |
| Helsingborgs IF      | 2007           | Allsvenskan                | 22      | 9    | 1             | 0             | -       | -       | 9          | 9          | 32      | 18     |
| Helsingborgs IF      | 2008           | Allsvenskan                | 27      | 14   | 1             | 0             | -       | -       | 2          | 0          | 30      | 14     |
| Helsingborgs IF      | 2009           | Allsvenskan                | 20      | 7    | 1             | 0             | -       | -       | 4          | 3          | 25      | 10     |
| Helsingborgs IF      | Totalt         | Totalt                     | 84      | 38   | 8             | 4             | -       | -       | 15         | 12         | 107     | 54     |
| Manchester United FC | 2006-07        | Premier League             | 7       | 1    | 4             | 1             | 0       | 0       | 2          | 1          | 13      | 3      |
| Manchester United FC | Totalt         | Totalt                     | 7       | 1    | 4             | 1             | 0       | 0       | 2          | 1          | 13      | 3      |
| Råå IF               | 2012           | Division 3 Östra Götaland  | 1       | 0    | 0             | 0             | -       | -       | -          | -          | 1       | 0      |
| Råå IF               | Totalt         | Totalt                     | 1       | 0    | 0             | 0             |         |         | -          | -          | 1       | 0      |
| Högaborgs BK         | 2013           | Division 2 Västra Götaland | 1       | 0    | 0             | 0             | -       | -       | -          | -          | 1       | 0      |
| Högaborgs BK         | Totalt         | Totalt                     | 1       | 0    | 0             | 0             |         |         | -          | -          | 1       | 0      |
| Hela karriären       | Hela karriären | Hela karriären             | 575     | 325  | 76            | 40            | 11      | 10      | 106        | 59         | 768     | 434    |

### Landslag
| År     | Matcher | Mål | Assist | Poäng |
| ------ | ------- | --- | ------ | ----- |
| 1993   | 2       | 1   | 0      | 1     |
| 1994   | 14      | 5   | 1      | 6     |
| 1995   | 6       | 0   | 0      | 0     |
| 1996   | 6       | 1   | 1      | 2     |
| 1997   | 2       | 0   | 0      | 0     |
| 1998   | 7       | 1   | 0      | 1     |
| 1999   | 9       | 2   | 0      | 2     |
| 2000   | 8       | 2   | 0      | 2     |
| 2001   | 10      | 9   | 1      | 10    |
| 2002   | 8       | 3   | 1      | 4     |
| 2003   | 1       | 0   | 0      | 0     |
| 2004   | 9       | 8   | 1      | 9     |
| 2005   | 5       | 2   | 1      | 3     |
| 2006   | 6       | 2   | 0      | 2     |
| 2007   | 0       | 0   | 0      | 0     |
| 2008   | 9       | 1   | 3      | 4     |
| 2009   | 4       | 0   | 0      | 0     |
| Totalt | 106     | 37  | 9      | 46    |

### Som tränare
| Klubb           | Från             | Till             | M   | V  | O  | F  | Vinst% |
| --------------- | ---------------- | ---------------- | --- | -- | -- | -- | ------ |
| Landskrona BoIS | 14 december 2009 | 8 november 2012  | 94  | 38 | 19 | 37 | 40.43  |
| Falkenbergs FF  | 4 december 2013  | 10 november 2014 | 31  | 9  | 6  | 16 | 29.03  |
| Helsingborgs IF | 1 januari 2015   | 23 november 2016 | 68  | 22 | 12 | 34 | 32.35  |
| Helsingborgs IF | 16 juni 2019     | 23 augusti 2019  | 8   | 2  | 2  | 4  | 25.00  |
| Totalt          | Totalt           | Totalt           | 201 | 71 | 39 | 91 | 35,33  |

## Meriter
- A-landskamper: 106 (37 mål)[56]

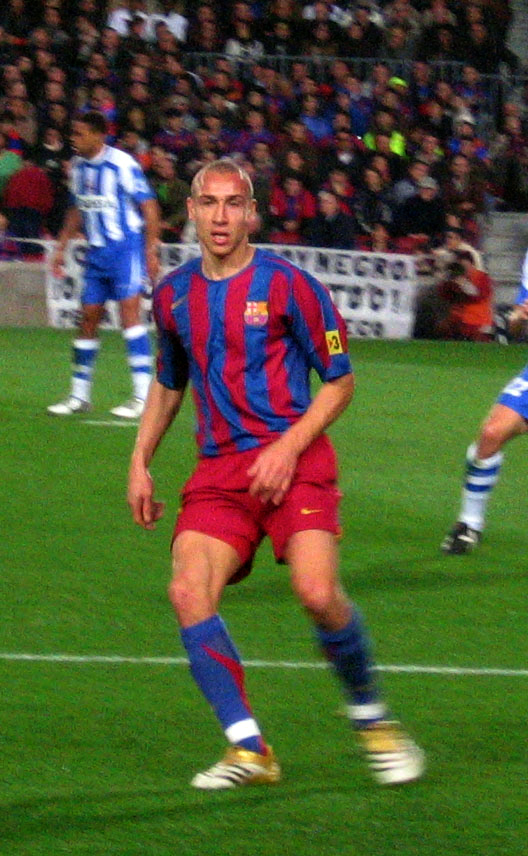
Larsson i Barcelona, mars 2006.

- VM-turneringar: VM 1994, VM 2002, VM 2006
- VM-medaljer: Brons (1994)
- EM-turneringar: EM 2000, EM 2004, EM 2008
- Guldskon: 2001
- Skotsk ligamästare (4): 1997–98, 2000–01, 2001–02, 2003–04
- Scottish Cup (2):  2001, 2004
- Skotska ligacupen (2): 1998, 2001
- Spansk ligamästare (2): 2005, 2006
- Spanska supercupen (2): 2005, 2006
- Uefa Champions League-mästare: 2005/2006
- Svenska cupen: 2006
- Allsvensk poängkung (2 gånger)
- * 2007 med 22 poäng (9 mål + 13 målpassningar) källa
- * 2008 med 24 poäng (14 mål + 10 målpassningar) källa
- Engelsk ligamästare: 2007; fick medalj efter att Manchester United bett Premier League att göra ett undantag (han hade egentligen spelat för få matcher för att få medalj).

### Utmärkelser
- H M Konungens medalj i guld av 8:e storleken (Kon:sGM8, 2007) för idrottsbragd som fotbollsspelare [9]
- Riddare av Storbritanniska Empireorden (RStbEmpO, 2006)[57]
- Hedersdoktor, the University of Strathclyde, Glasgow (dr. h.c., 2005)[58]
- Den 2 juni 2011 avtäcktes Henrik Larsson-statyn i Helsingborg efter arbete av Oscar Åkerström och Carl Åkerström, statyn är framtagen av Björn Elmart.[59] Staty av Henrik Larsson vid Strandpromenaden i Helsingborg.
- Årets Victoriastipendiat 2007[60]

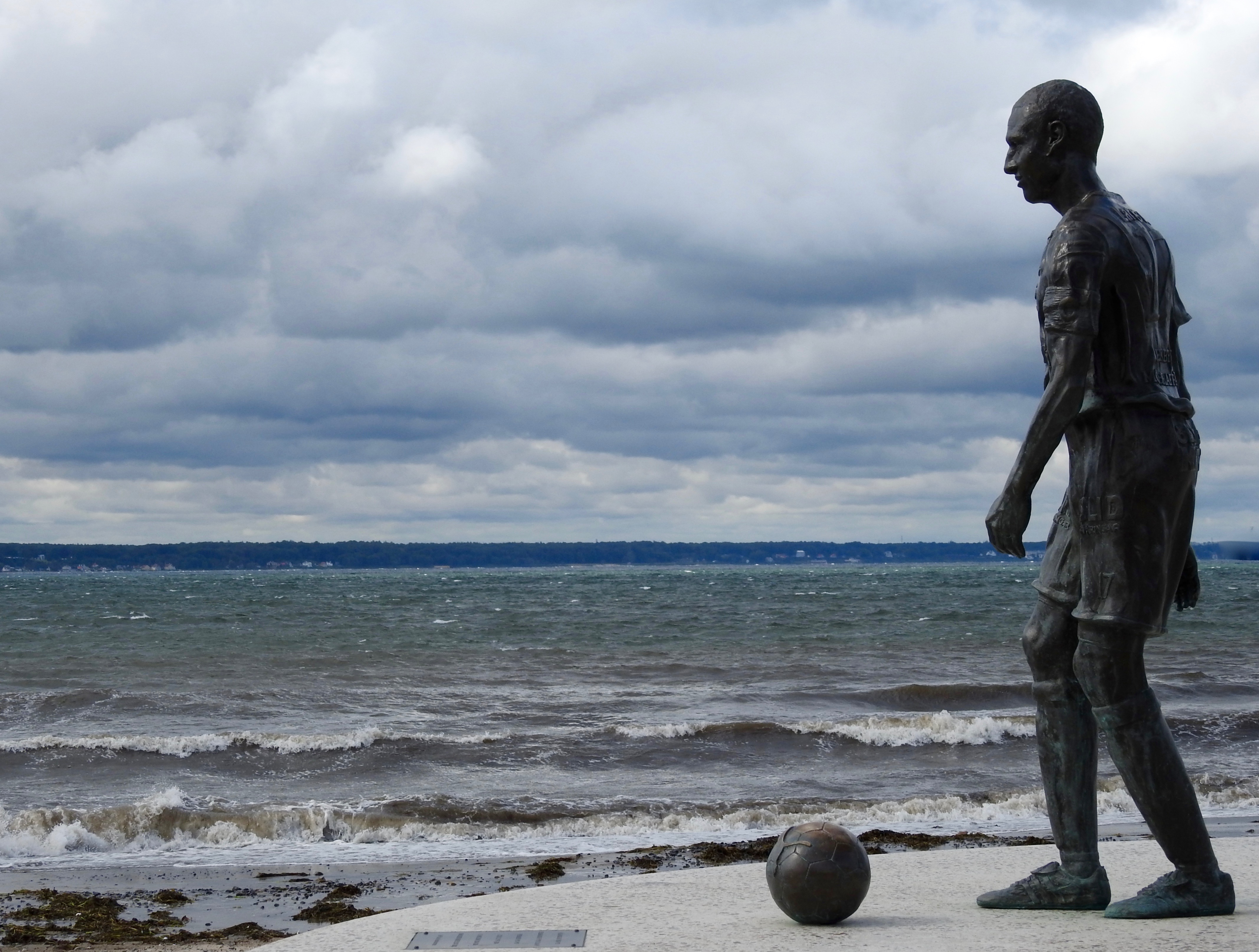
Staty av Henrik Larsson vid Strandpromenaden i Helsingborg.

- Framröstad som Årets helsingborgare av invånarna i kommunen 2007
- Framröstad till Århundradets HIF:are 2007
- Framröstad som Årets skåning 2006
- Tidernas Guldboll, utdelad 2005
- Guldbollen: 1998, 2004
- Årets forward vid Fotbollsgalan 2001, 2002, 2003, 2004
- Installerad som hedersledamot på Helsingkrona nation vid Lunds Universitet 2007
- Guldskon 2000/2001 med 35 mål
- Årets HIF:are 1992, 2007 och 2009
- Invald som nummer 72 i Svensk fotbolls Hall of Fame.